# Gondioque
Gondioque ou Gontheuc (en latin Guntheuca), active au début du VIe siècle, est une reine franque, épouse des Mérovingiens Clodomir, roi d'Orléans, puis Clotaire, roi de Soissons, tous deux fils de Clovis.

## Une origine hypothétique
Les documents contemporains ne livrent rien de son ascendance, mais Maurice Chaume, la considère comme une princesse burgonde pour des raisons onomastiques : son nom et celui de son fils sont caractéristiques de la famille royale burgonde. La Passio Sigismundis précise que des différents rois francs, Clodomir a des rapports particuliers avec Sigismond, roi des Burgondes, qui pourraient être l'indication d'une origine burgonde de Gondioque.

## Éléments biographiques
Vers 517, elle épouse Clodomir et est probablement la mère de ses fils Gonthaire, Thibald et Clodoald (saint Cloud).

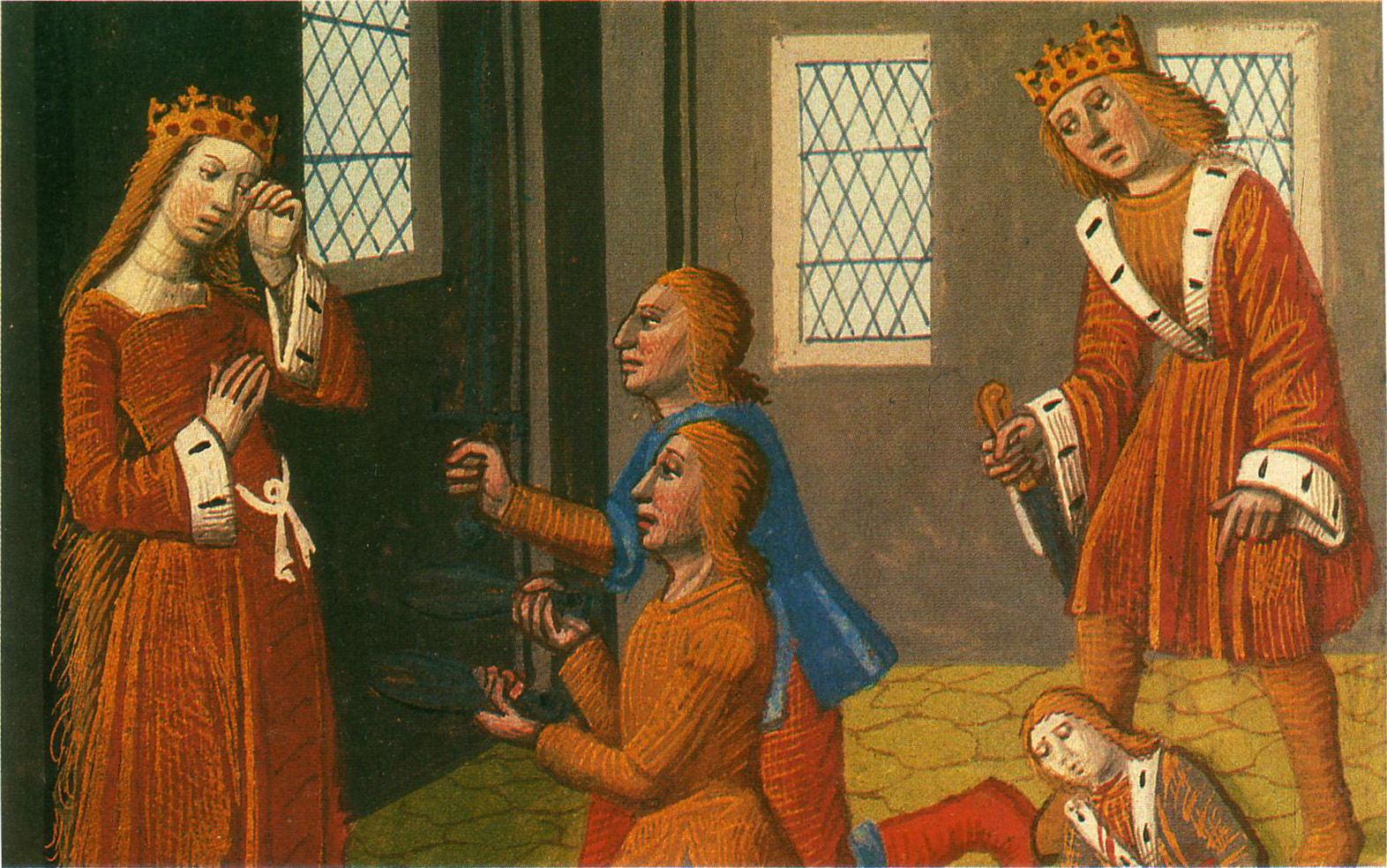
Assassinat de Thibault et Gonthaire. Manuscrit du XVe siècle. Chroniques de France, bibliothèque nationale, Paris.

Cette reine est citée seulement par les Dix Livres d'Histoire de Grégoire de Tours (livre IV), qui indique qu'à la mort de Clodomir en 524, son frère Clotaire Ier s'empare de son royaume et épouse sa veuve afin de légitimer son accession au trône. Ce mariage précède de peu la mise à mort des enfants royaux, que Clotaire et Childebert assassinent à une date incertaine, comprise entre 524 et 531 (seul Clodoald en réchappe).
Du mariage de Gondioque et Clotaire naissent trois enfants : Clodeswinthe, Gondebaud et Gothard.